# Red Moon
 (mai 2024).
Si vous disposez d'ouvrages ou d'articles de référence ou si vous connaissez des sites web de qualité traitant du thème abordé ici, merci de compléter l'article en donnant les références utiles à sa vérifiabilité et en les liant à la section « Notes et références ».
Albums de Kalafina
Seventh Heaven
(2009) After Eden
(2011)
Singles
Red Moon est le 2e album de Kalafina, sorti sous le label Sony Music Entertainment Japan le 17 mars 2010 au Japon.

## Présentation
Cet album est produit par Yuki Kajiura. Il atteint la 5e place du classement de l'Oricon. Il se vend à 17 385 exemplaires la première semaine, et reste classé pendant 9 semaines pour un total de 27 818 exemplaires vendus. Plusieurs chansons viennent de leurs précédents singles, Lacrimosa, Storia, Progressive et Hikari no Senritsu. I have a dream a été utilisé comme thème musical pour le film Eve no jikan. Il sort en format CD et CD+DVD. La musique et les paroles sont de Yuki Kajiura.

## Liste des titres
Toutes les paroles sont écrites par Yuki Kajiura.
| 1.  | Red Moon                                         | 6:40 |
| 2.  | Hikari no Senritsu (光の旋律)                    | 6:13 |
| 3.  | Te to Te to Me to Me (テトテトメトメ)            | 4:52 |
| 4.  | Fantasia                                         | 5:21 |
| 5.  | Haru wa Ougon no Yume no Naka (春は黄金の夢の中) | 3:55 |
| 6.  | Kyrie                                            | 5:32 |
| 7.  | Yami no Uta (闇の唄)                             | 5:02 |
| 8.  | Hoshi no Utai (星の謡)                           | 4:50 |
| 9.  | Storia                                           | 3:38 |
| 10. | Intermezzo                                       | 2:00 |
| 11. | Progressive                                      | 5:42 |
| 12. | Lacrimosa                                        | 4:14 |
| 13. | I have a dream                                   | 5:56 |

| 1. | Lacrimosa ~2009.8.26 @ Shibuya O-EAST~          |  |
| 2. | Storia ~2009.8.26 @ Shibuya O-EAST~             |  |
| 3. | Progressive ~2009.8.26 @ Shibuya O-EAST~        |  |
| 4. | Hikari no Senritsu ~2009.8.26 @ Shibuya O-EAST~ |  |
| 5. | Kalafina Note ~5 days in BOSTON~ (Documentaire) |  |